# Goyerkāta
Goyerkāta är en ort i Indien.   Den ligger i distriktet Jalpāiguri och delstaten Västbengalen, i den nordöstra delen av landet, 1 200 km öster om huvudstaden New Delhi. Goyerkāta ligger 104 meter över havet och antalet invånare är 66 358.
Terrängen runt Goyerkāta är platt, och sluttar söderut. Runt Goyerkāta är det tätbefolkat, med 947 invånare per kvadratkilometer. Goyerkāta är det största samhället i trakten. Trakten runt Goyerkāta består till största delen av jordbruksmark.